# Івиця Журич
Івиця Журич (хорв. Ivica Žurić; народився 9 січня 1965 у м. Шибеник, Югославія) — югославський/хорватський баскетболіст, форвард. 
Вихованець баскетбольної школи БК «Шибеник». Виступав за БК «Шибеник», КК «Загреб», «Цибона» (Загреб), «Олімпія» (Осієк), «Комбассан» (Конья), «Бротньо» (Читлук).
У складі національної збірної Хорватії учасник чемпіонату світу 1994, учасник чемпіонатів Європи 1993 і 1995.
Бронзовий призер чемпіонату світу (1994). Бронзовий призер чемпіонату Європи (1995).